# Guide astrologique des cœurs brisés
Guide astrologique des cœurs brisés (Guida astrologica per cuori infranti) est une série télévisée italienne adaptée du roman éponyme, développée par Bindu De Stoppani et mise en ligne le 27 octobre 2021 et le 8 mars 2022 sur Netflix.

## Synopsis
Alice est assistante de production chez Dora TV. Elle rencontre des difficultés dans son travail et dans sa vie amoureuse.
Elle entretient une relation ambiguë avec son collègue de travail, ex-copain et fiancé à une autre dont il attend un enfant. 
L’arrivée d'un nouveau directeur artistique, Davide Sardi, rend son travail d'assistante, complexe mais ambitieux professionnellement.
Après sa rencontre avec Tio, astrologue, elle décide de suivre ses conseils pour trouver l'amour grâce aux compatibilités entre les signes astrologiques.

## Distribution

### Acteurs principaux
- Claudia Gusmano (VF : Sandra Valentin) : Alice Bassi
- Lorenzo Adorni (VF : Yoann Sover) : Tio Falcetti
- Michele Rosiello (VF : Marc Arnaud) : Davide Sardi
- Alberto Paradossi (VF : Damien Ferrette) : Carlo Barresi
- Esther Elisha (VF : Emmylou Homs) : Paola Costa
- Lucrezia Bertini : Cristina Chioatta
- Fausto Maria Sciarappa (VF : Matthieu Albertini) : Enrico Crippa
- Emanuela Grimalda : Marlin de Rose
- Giancarlo Ratti (VF : Nicolas Marié) : Giordano Badrato

### Acteurs récurrents
- Maria Amelia Monti (VF : Angès Manoury) : Ada Bassi
- Bebo Storti : Guido Bassi
- Euridice Axén (VF : Christèle Billault) : Barbara Buchneim
- Raniero Monaco Di Lapio : Luca
- Alessandro Marmorini : Loup ([it] Lupo)
- Francesco Arca : Alejandro
- Alberto Boubakar Malanchino : Andrea Magni
- Sebastiano di Bella : Sergio Russo
- Noemi Iuvara : Raffaella Fannucci

Version française
- Société de doublage français : Dubbing Brothers[1]
- Direction artistique : Beneston Marie-Laure [1]
- Adaptation : Beraud Fanny, Blayo Clémentine

 Source et légende : version française (VF) sur RS Doublage  et le carton de doublage en fin d'épisode sur Netflix.

## Production

### Développement
La série est adaptée du best-seller italien Guida astrologica per cuori infranti de Silvia Zucca.

### Tournage
Le tournage a été fait à Turin capitale de Piémont en Italie.

### Musique
La musique originale a été composé par Michele Braga.

## Personnages principaux
- Alice Bassi : Narratrice et personnage principal de l'histoire, elle raconte les péripéties qu'elle vit dans son travail et dans sa vie personnelle et amoureuse en tant que Balance. Elle reste coincée dans son ancienne relation avec Carlo et cherche désespérément l'amour, autrefois pessimiste à l'astrologie elle s'en remet aux astres après sa rencontre avec Tio. Elle travaille en tant qu'assistante de productrice dans la boîte de production Dora TV depuis dix ans.
- Tiziano (Tio) Falcetti : Gourou des astres et guide d'Alice dans sa recherche de l'âme-sœur, Tio acteur et expert en astrologie il est le conseiller d'Alice sur sa compatibilité amoureuse avec les autres signes.
- Davide Sardi : Nouveau directeur artistique chez Dora TV, il aide l'équipe artistique en quête d'une nouvelle émission qui remplacera "Turin, Bonjour les lève-tôt". Lui et Alice ont eu plusieurs rencontres et rapprochements à leur travail, néanmoins Davide ne lui a jamais révélé de quel signe astrologique il était.
- Carlo Barresi : Carlo est l'ex petit ami d'Alice après une relation de 5 ans. Il continue d'entretenir une relation amicale avec elle malgré la mélancolie d'Alice depuis ses fiançailles avec Cristina, une collègue de leur travail et dont ils vont avoir un enfant. Il travaille en tant que régisseur sur les productions d'émissions avec un collègue nommé Olmo.
- Paola Costa : Meilleure amie d'Alice, elle est sa confidente depuis sa rupture avec Carlo. Elle a un fils, Sandro, avec son mari appelé Giovanni.
- Cristina Chioatto : Cristina est la fiancée de Carlo et l'assistante du directeur de production. Elle attend un enfant de Carlo mais doute de sa confiance après qu'il commence à s'éloigner d'elle alors qu'il fréquente secrètement une autre femme, qu'Alice ne lui confie pas.
- Enrico Crippa : Il est le directeur de production et a appris à Alice le travaille d'assistante de production, jusqu'à ce que Alice crée sa propre émission (le remplaçant) et qu'il quitte Dora TV à la suite de différents problèmes.
- Marlin De Rose : Ancienne présentatrice de l'émission de Dora TV ,"Turin, Bonjour les lève-tôt", elle est la présentatrice star de la boîte de production depuis quinze ans. Elle partage la présentation de la nouvelle émission en compagnie de Tio, le maitre des astres qui engendre de légère altercation.
- Giordano Bodrato : Directeur de Dora TV, il a annoncé l'arrivée de Davide en tant que nouveau directeur artistique de Dora TV.

## Personnages secondaires
- Luca : Collègue du journal de Paola et signe du bélier, il est le premier homme, depuis qu'elle écoute l'astrologie, avec qui Alice sort sous les présentations et conseils de sa meilleure amie.
- Loup ([it] Lupo) (Luporetti) : Deuxième homme, du signe du taureau, que rencontre Alice lors de son rendez-vous au bar avec Luca. Ils n'ont passé qu'une soirée ensemble.
- Alejandro : Travaillant chez Dora TV et étant du signe du gémeaux, il est le troisième homme que rencontre Alice lors du tournage de son émission. Ils sont restés ensemble plusieurs jours jusqu'à ce qu'il trouve une autre femme avec qui sortir.
- Andrea Magni : Candidat à l'émission d'Alice "Stars of Love", c'est un enseignant-chercheur en géologie du signe du cancer qu'Alice fréquentera peu de temps bien que Tio, de son côté, se cache derrière le coup de foudre qu'il a eu pour lui avant de se lancer dans leur relation.
- Barbara Buchneim : Elle a concrétisé l'émission "Stars of Love" d'Alice au conseil, elle est de plus le personnage du signe de la vierge et possède un lien amoureux avec Davide, Alice les surprenant tous les deux en train de s'embrasser à la fin de la saison.
- Guido Bassi : Père d'Alice
- Ada Bassi : Mère d'Alice
- Sergio Russo : Assistant chez Dora TV
- Raffaella Fannucci : Maquilleuse de Dora TV

## Épisodes

### Première saison (2021)
La première saison est sortie le 27 octobre 2021 sur la plateforme de streaming Netflix.
1. Bélier (Aries / Ariete)
2. Taureau (Taurus / Toro)
3. Gemeaux (Gemini / Gemelli)
4. Cancer (Cancer / Cancro)
5. Lion (Leo / Leone)
6. Vierge (Virgo / Vergine)

### Deuxième saison (2022)
La deuxième saison a été officialisée par la créatrice,,. Elle est sortie le 8 mars 2022 sur la plateforme Netflix.
1. Balance (Libra / Biliancia)
2. Scorpion (Scorpio / Scorpione)
3. Sagittaire (Sagittarius / Sagittario)
4. Capricorne (Capricorn / Capricorno)
5. Verseau (Aquarius / Acquario)
6. Poissons (Pisces / Pesci)